# Razones de Cambio
Razones de Cambio es una banda guatemalteca de rock, formada en 1992.

## Historia
En el año 1992 dos músicos salvadoreños entran a trabajar como profesores de música en el Colegio Salesiano Don Bosco de Guatemala. Estos músicos, dentro de sus inquietudes tenían el reformar, junto a algunos estudiantes, el desaparecido grupo musical del Colegio, y para ello realizaron varias audiciones, de las cuales cuatro alumnos fueron escogidos para tocar junto a ellos. Dentro de estos cuatro alumnos se encontraban David Molina, que tocaba la batería; y Oscar Aguirre, que tocaba la guitarra. Durante ese año el grupo adquirió solidez tocando en actividades y misas del Colegio.
Para 1993, debido a que dos de los cuatro alumnos integrantes se habían graduado, los dos músicos salvadoreños nuevamente hicieron audiciones para encontrar un nuevo bajista, ocupando este puesto alguien que irónicamente había llegado a audicionar como guitarrista: Jorge Chaluleu. Ya habiendo encontrado un nuevo bajista el grupo continuó amenizando todo tipo de actividades, muchas de estas intercolegiales.
Desde su primer año el grupo había participado en diversos concursos, siendo uno local quizás el más importante, el de la "Semana de Juventud", realizada en el Colegio Don Bosco todos los años. Para 1994 el grupo se encontraba en preparación y espera de este dicho concurso cuando por diversas razones los dos músicos salvadoreños se vieron obligados a regresar a su país, dejando a los otros tres alumnos integrantes prácticamente a la deriva.
Oscar, fuera del Colegio, junto a Jorge, habían empezado a formar su propio grupo musical, en el cual un viejo amigo de Jorge, recién entraba para tocar el teclado: Manuel Vendrell, al igual que un "primito" de Oscar, para tocar la guitarra rítmica: Juan Aguirre, ellos también eran alumnos en otros grados del Colegio Don Bosco y para solucionar de alguna manera la ausencia de "los salvadoreños" Oscar y Jorge los invitaron a formar parte también del grupo del Colegio, junto a David, quien tocaba la batería. Ese año el grupo cambió drástica mente y pasó a estar formado solamente por estudiantes Salesianos, siendo estos mismos los que formaban parte del grupo que Oscar y Jorge habían empezado fuera del Colegio.
Para finales de 1994 Oscar, Jorge, David, Manuel y Juan deciden incorporar a la banda al que años atrás (1992) había sido de alguna manera vocalista del grupo del Colegio: Rodolfo Sazo, quien bautiza a la banda con el nombre de "Ascesis", aportando así también algunas canciones inéditas escritas por él. Al mismo tiempo Oscar empieza a incursionar con algunas canciones propias, y junto a un largo listado de "cover's" tocaban en bares, restaurantes y diversas actividades.
A inicios de 1996 Rodolfo Sazo abandona la banda, quedando formada nuevamente por cinco integrantes. En esa temporada la composición aflora, aumentando cada vez más la cantidad de canciones inéditas y la banda adopta un nuevo nombre: "Razones de Cambio", propuesto por Oscar, inspirado en un tema de matemática visto en bachillerato y utilizado para darle contenidos diversos enfocados a una sola cosa: "el cambio".
Ya con más de media decena de canciones propias y unas cuantas más de los acostumbrados "cover's" Razones de Cambio se lanza a dar sus primeros presentaciones, ocupando el puesto de vocalista Oscar y en menor cantidad de temas Juan, a quien desde la salida de Rodolfo no se le cedía dicho lugar debido a que su timbre de voz era muy agudo, situación que cambiaría con el pasar del tiempo. Una noche, ya en el año 1997, tocando en un bar se toparon con el bajista de uno de los grupos guatemaltecos más populares, Juan Luis Lópera "Piolly" de "Bohemia Suburbana".
Él mostró mucho interés en la banda, especialmente en una canción titulada "Solíamos", la cual opinaba que tenían que grabar y lanzar en la radio. Por medio de Juan Lópera la banda entra por primera vez a un estudio de grabación llamado "Top Records", en donde graban sus primeros dos temas titulados: "No sé" y "Solíamos", de los cuales este último se lanzó como primer sencillo radial, teniendo muy buena aceptación logrando colocarse en los primeros puestos de los listados de música nacional.

## Primer sencillo
Con un primer sencillo en radio Razones de Cambio aparece en la escena musical de rock nacional y para 1998 ya era una banda conocida dentro del pequeño cÍrculo de bandas guatemaltecas. Ese mismo año conocen a Alejando Hernández, quien además de ser músico tenía un estudio de grabación llamado "El Estudio S.A.", en donde disponen grabar dos temas más, titulados: "Hasta el silencio puede hablar" y "Déjenme volar", siendo este último el segundo sencillo radial que la banda lanzara, no teniendo el mismo éxito que el primero pero si ayudando a consolidar la presencia de la banda en la escena roquera nacional. A finales de 1998 por una propuesta de A. Hernández deciden grabar su primer material discográfico, el cual por distintos problemas durante el año 1999 lo logran publicar a mediados del año 2000, teniendo como procedente en tercer sencillo que es quizá la canción por la que mucho más público conoció a la banda: "Son de Armonía", lanzada a finales de 1999, inspirada musicalmente en una genuina fusión guatemalteca: "el son y el rock".

## Primer álbum
El primer álbum fue bautizado con el nombre de: "Yo...el silencioso dilema del espejo", un disco conceptual que le abrió a la banda un nuevo universo de posibilidades y experiencias. Este álbum los llevó a muchos lugares de la República de Guatemala y a compartir escenario con la mayoría de grupos guatemaltecos de esa época. El tiempo siguió su curso, y del primer álbum todavía se convirtieron en sencillos dos temas, titulados: "El Espacio" (publicada a mediados del año 2000, cuando se sacó a la venta el disco) y "Luna" (canción que fue convertida en sencillo por una radio capitalina a principios del 2001). La banda siguió tocando en cada nuevo lugar a donde su música los llevara, al igual la inquietud por componer los conducía a un nuevo camino.

## Segundo álbum
A mediados del año 2002 Razones de Cambio se encontraba planeando grabar su segundo material discográfico, tenían un listado de casi 10 temas nuevos y toda la inquietud por conocer un nuevo estudio en donde realizar la grabación, cuando volvieron a entablar conversaciones con Luis Ortega, ingeniero de sonido a quien habían conocido tiempo atrás, fundador de "Sound House Studio", al cual le acreditaban muy buenas grabaciones.
Ortega se encontraba trabajando y produciendo con una de las personas que la banda había tenído la oportunidad de conocer hace ya varios años: Juan Luis Lópera, más conocido como "Piolly", y juntos proponían ayudar en la producción del segundo álbum.
Luego de casi un año más de planeaciones y acuerdos la banda empieza a pre-producir el nuevo álbum, con 13 nuevos temas a grabar bajo un nuevo concepto. En noviembre del año 2003 Razones entra al estudio, esta vez compartiendo opiniones con dos personas más, experiencia nueva para la banda que trajo otro tipo de resultados. La grabación terminó en febrero de 2004 y el disco fue publicado en septiembre, bautizado con el nombre de "Aurora", siendo un álbum conceptual con dimensiones distintas a la del primero y con una evidente evolución musical. De los 13 temas se han convertido en sencillos radiales: "Shasta", canción que vino a romper casi cuatro años de silencio radial de la banda, "Alba", compuesta bajo la misma línea del "Son de Armonía", cultivando el "sonrock" guatemalteco y "Cerezagirasol", tema lanzado en enero del año 2005.
- Datos: Q24933071